# Loch Raa
Loch Raa (zum Teil auch Loch Ra) ist ein schottischer Süßwassersee. Er liegt in der Council Area Highland (Council Area) etwa 20 Kilometer nordwestlich von Ullapool. 
Loch Raa ist circa 850 m lang und im Mittel etwa 650 m breit. Der See bezieht sein Wasser vor allem über einen nur circa 200 m langen Bach aus dem Loch Vatachan und entwässert über den Allt Loch Ra letztlich in die Schottische See. Die Ufer von Loch Raa sind gänzlich unbewohnt und zeigen sich vollständig als Grasland. Obwohl Loch Raa sehr abgelegen ist, wird das Ostufer des Sees von einer kleinen Straße, der C1047, erschlossen und verfügt über eine Bushaltestelle. Loch Raa ist ein Angelgebiet in dem vor allem Bachforellen gefangen werden können.